# Cunigonde van Hohenstaufen
Cunigonde van Hohenstaufen ook bekend als Cunigonde van Zwaben (1202 - Praag, 13 september 1248) was van 1230 tot 1248 koningin-gemaal van Bohemen.

## Levensloop
Ze was een dochter van hertog Filips van Zwaben, die tot het huis Hohenstaufen behoorde, en Irena Angela, een dochter van keizer Isaäk II Angelos van het Byzantijnse Rijk.
Cunigonde werd door haar vader uitgehuwelijkt aan kroonprins Wenceslaus van Bohemen, de oudste zoon van koning Ottokar I van Bohemen en Constance van Hongarije. Nadat Cunigonde naar de Boheemse hoofdstad Praag verhuisde, vond in 1224 het huwelijk plaats. Ze kregen volgende kinderen:
- Wladislaus III (1228-1247), van 1239 tot 1247 markgraaf van Moravië.
- Ottokar II (1230-1278), van 1253 tot 1278 koning van Bohemen.
- Beatrix (1231-1290), huwde met markgraaf Otto III van Brandenburg.
- Agnes (overleden in 1268), huwde met markgraaf Hendrik III van Meißen

In 1230 werd haar gemaal onder de naam Wenceslaus I koning van Bohemen, waardoor Cunigonde koningin van Bohemen werd. Als koningin hield ze zich niet echt bezig met politiek, maar ze richtte wel enkele kloosters op. 
Na het overlijden van Wenceslaus' kinderloze broer Přemysl, die markgraaf van Moravië was, waren haar zonen nog de enige garantie om het huis Přemysliden in leven te houden. In 1247 stierf echter de oudste zoon, Wladislaus III. Cunigonde rouwde niet echt veel na zijn dood, terwijl Wenceslaus in diepe rouw was om zijn dood.
In 1248 kwam hun tweede zoon Ottokar II met een groep ontevreden edelen in opstand tegen zijn vader. Cunigonde bleef in Praag, maar stierf er in september 1248, toen de opstand nog steeds bezig was. Uiteindelijk werd de rebellie onderdrukt en werd Ottokar II korte tijd gevangengezet. Op de begrafenis van Cunigonde waren zowel haar echtgenoot als haar zoon Ottokar II afwezig. 

## Voorouders
| Voorouders van Cunigonde van Hohenstaufen (1202-1248) | Voorouders van Cunigonde van Hohenstaufen (1202-1248)                                | Voorouders van Cunigonde van Hohenstaufen (1202-1248)                                | Voorouders van Cunigonde van Hohenstaufen (1202-1248)                                | Voorouders van Cunigonde van Hohenstaufen (1202-1248)                                | Voorouders van Cunigonde van Hohenstaufen (1202-1248)                 | Voorouders van Cunigonde van Hohenstaufen (1202-1248)                 | Voorouders van Cunigonde van Hohenstaufen (1202-1248)         | Voorouders van Cunigonde van Hohenstaufen (1202-1248)         |
| ----------------------------------------------------- | ------------------------------------------------------------------------------------ | ------------------------------------------------------------------------------------ | ------------------------------------------------------------------------------------ | ------------------------------------------------------------------------------------ | --------------------------------------------------------------------- | --------------------------------------------------------------------- | ------------------------------------------------------------- | ------------------------------------------------------------- |
| Overgrootouders                                       | Frederik II van Zwaben (1090-1147) ∞ Judith van Beieren (1103-1130)                  | Frederik II van Zwaben (1090-1147) ∞ Judith van Beieren (1103-1130)                  | Reinoud III van Bourgondië (1093-1148) ∞ 1130 Agatha van Lotharingen (-)             | Reinoud III van Bourgondië (1093-1148) ∞ 1130 Agatha van Lotharingen (-)             | Andronikos Doukas Angelos (1133-1185) ∞ Euphrosyne Kastamonitissa (–) | Andronikos Doukas Angelos (1133-1185) ∞ Euphrosyne Kastamonitissa (–) | ? (-) ∞ ? (-)                                                 | ? (-) ∞ ? (-)                                                 |
| 'Grootouders                                          | Keizer Frederik I Barbarossa (1122-1190) ∞ 1156 Beatrix I van Bourgondië (1145–1184) | Keizer Frederik I Barbarossa (1122-1190) ∞ 1156 Beatrix I van Bourgondië (1145–1184) | Keizer Frederik I Barbarossa (1122-1190) ∞ 1156 Beatrix I van Bourgondië (1145–1184) | Keizer Frederik I Barbarossa (1122-1190) ∞ 1156 Beatrix I van Bourgondië (1145–1184) | Isaäk II Angelos (1156-1204) ∞ Herina (-)                             | Isaäk II Angelos (1156-1204) ∞ Herina (-)                             | Isaäk II Angelos (1156-1204) ∞ Herina (-)                     | Isaäk II Angelos (1156-1204) ∞ Herina (-)                     |
| Ouders                                                | Filips van Zwaben (1177-1208) ∞ 1197 Irena Angela (1181-1208)                        | Filips van Zwaben (1177-1208) ∞ 1197 Irena Angela (1181-1208)                        | Filips van Zwaben (1177-1208) ∞ 1197 Irena Angela (1181-1208)                        | Filips van Zwaben (1177-1208) ∞ 1197 Irena Angela (1181-1208)                        | Filips van Zwaben (1177-1208) ∞ 1197 Irena Angela (1181-1208)         | Filips van Zwaben (1177-1208) ∞ 1197 Irena Angela (1181-1208)         | Filips van Zwaben (1177-1208) ∞ 1197 Irena Angela (1181-1208) | Filips van Zwaben (1177-1208) ∞ 1197 Irena Angela (1181-1208) |